# Нікол Лондон
Нікол Лондон (англ. Nicole London; нар. 3 лютого 1976) — колишня американська тенісистка.
Найвищу одиночну позицію світового рейтингу — 238 місце досягла 26 липня 1993, парну — 485 місце — 13 вересня 1993 року.
Здобула 1 парний титул туру ITF.
Найвищим досягненням на турнірах Великого шолома було 2 коло в одиночному розряді.

## Фінали ITF
| турніри $100,000 |
| турніри $75,000  |
| турніри $50,000  |
| турніри $25,000  |
| турніри $10,000  |

### Фінали в парному розряді
| Результат | Дата          | Турнір     | Покриття   | Партнерка   | Суперниці                       | Рахунок       |
| --------- | ------------- | ---------- | ---------- | ----------- | ------------------------------- | ------------- |
| Перемога  | 14 січня 1991 | Мішен, США | Тверде (O) | Чанда Рубін | Джессіка Еммонс Бетсі Сомервілл | 6–3, 2–6, 6–4 |